# Triglav
Der Triglav ([ˈtɾiːɡlɐʊ]; übersetzt ‚Dreikopf‘, italienisch Monte Tricorno, deutsch analog zur slowenischen Aussprache auch Triglau) ist mit 2864 m. i. J. der höchste Gipfel Sloweniens und der Julischen Alpen. Er liegt im Zentrum des nach ihm benannten Triglav-Nationalparks, des einzigen Nationalparks des Landes.
Der Berg ist durch seine typische Form aus Distanzen von über 100 Kilometern erkennbar – zum Beispiel aus großen Teilen Kärntens. Imposant ist seine Nordwand über dem Vratatal, mit einer Breite von drei Kilometern und einer Höhe von 1500 Metern bis zum Gipfel eine der höchsten Wände der Ostalpen (nach der Ostwand des Watzmanns und mit der Nordwand des Hochstadels in den Lienzer Dolomiten). Die eigentliche Wand bis zum sogenannten Kugy-Band, über dem der Gipfelaufbau ansetzt, ist immer noch 1000 Meter hoch.
Der Berg ist eines der slowenischen Nationalsymbole und zentraler Teil des nationalen Wappens, das sich auch auf der Fahne des Landes wiederfindet. Slowenien, das am 1. Januar 2007 der Eurozone beigetreten ist und den Euro als offizielles Zahlungsmittel eingeführt hat, hat den Triglav auch für die nationale Seite der 50-Eurocentmünze ausgewählt.

## Entstehung des Namens
Der Name bedeutet so viel wie „Dreihaupt“ oder „Dreikopf“. Die Entstehung des Namens ist unklar. Einer Legende nach thronte auf dem Berg eine alte slawische Gottheit, der dreiköpfige Triglaw, der mit einem Kopf den Himmel, mit dem zweiten die Erde beherrscht und seinen dritten Kopf dem unterirdischen Reich zuneigt. Andere meinen, dass sich der Name aus der Form des Berges ableitet: drei Gipfel wurden mit drei Köpfen assoziiert.
Balthasar Hacquet nannte den Berg 1783 mit dem Namen Terglou; Adolf Schmidl 1840 ebenso – er gab in Klammern Triglav an. In Herders Konversations-Lexikon 1857 schien nur Terglou auf; auch Julius Kugy verwendete 1876 diesen Namen. Meyers Konversations-Lexikon nannte ihn 1897 hinter Triglav in Klammern. Weitere historische deutsche Schreibungen sind Terglau und Terklou.

## Geschichte

Denkmal in Ribčev Laz für die Erstbesteiger des Triglavs. Im Hintergrund der Triglav

Triglav-Nordwand und Vratatal

Der erste bekannte, aber gescheiterte Besteigungsversuch fand 1777 statt. Er wurde vom berühmten Erforscher der Julischen Alpen, dem Weltreisenden, Naturforscher und Physiker Belsazar Hacquet (1739–1815), in Begleitung von Minenarbeitern des Krainer Wissenschaftsförderers Sigmund Zois von Edelstein (slowenisch: Žiga Zois) unternommen.
Die Erstbesteigung erfolgte am 26. August 1778 durch Lovrenc Willomitzer(1747–1801) aus Stara Fužina mit Luka Korošec (1747–1827) aus Koprivnik, Stefan Rožič (1739–1802) aus Savica und Matija Kos (1744–1798) aus Jereka. Betrieben wurde die Besteigung auch diesmal von Belsazar Hacquet, damals Universitätsprofessor in Laibach, der selbst allerdings den Gipfel nicht erreichte.

## Wege zum Gipfel
Beliebtester Ausgangspunkt auf den Triglav ist die Alpenvereinshütte Aljažev dom, die von Mojstrana aus über eine großteils unbefestigte Straße mit dem Auto erreichbar ist. Alternativ kann der Gipfel von Westen (Trenta) aus erreicht werden. Dabei sind 2200 Höhenmeter zu überwinden, für Hin- und Rückweg werden etwa 14 Stunden benötigt. Der Gipfel selbst ist im obersten Bereich von rund 300 Höhenmetern nur über einen Klettersteig mit vielen Eisenklammern und Haltebolzen erreichbar. Auch von Südosten lässt sich der Triglav besteigen, wobei der Zugang über das Krma-Tal führt.

## Hütten

Triglavhaus, im Hintergrund der Triglav

Folgende Schutzhütten befinden sich am Triglav oder eignen sich als Ausgangspunkt:
- Triglavski dom (Triglavhaus / Kredaricahütte)
- Vodnikov dom (Vodnik-Hütte)
- Dom Valentina Staniča
- Dom Planika
- Tržaška koča
- Aljažev dom
- Kovinarska koča
- Koča pri Triglavskih jezerih (Hütte beim Triglavsee)
- Koča na Doliču[14]

## Aljažev stolp

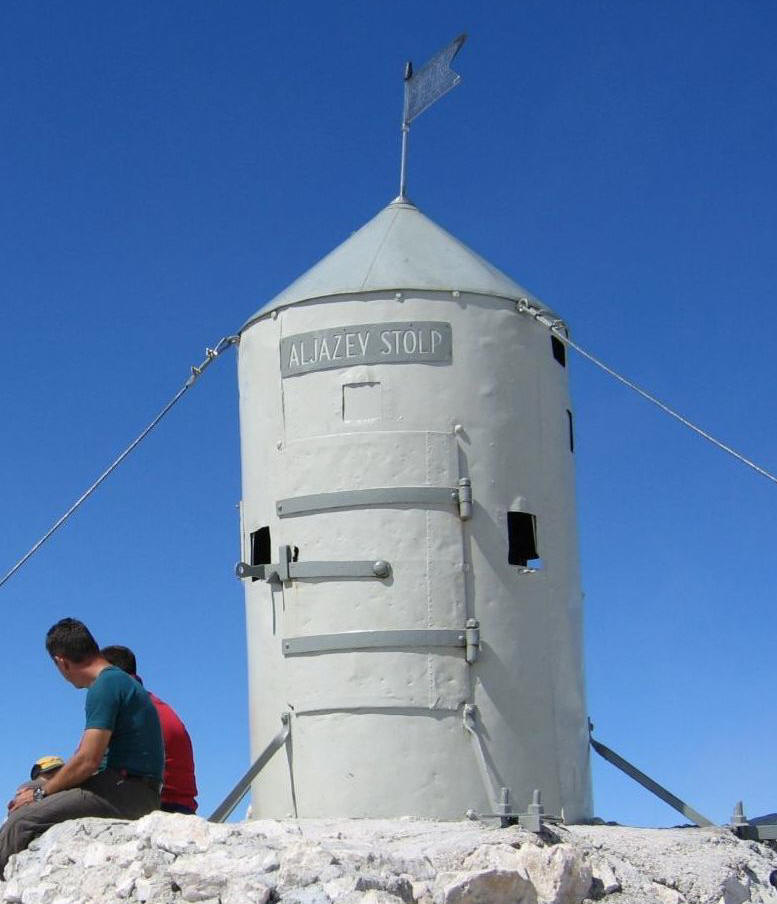
Auf dem Gipfel des Triglav: Der Aljažev stolp

Auf dem Gipfel befindet sich der Aljažev stolp‚ der Aljaž-Turm, ein wichtiges Symbol des Landes. Er bietet bei Unwettern Bergsteigern kurzzeitigen Unterschlupf.
Der Aljažev stolp wurde am 7. August 1895 errichtet. Jakob Aljaž, ein Priester aus Dovje (Längenfeld), plante und baute ihn. Der zylindrische metallene Turm mit der Flagge wurde von Anton Belec aus Šentvid bei Ljubljana gefertigt und 1922 von Alojz Knafelc restauriert.

## Triglav-Gletscher
Der Triglav-Gletscher umfasste zu Beginn der systematischen Messungen im Jahre 1946 eine Fläche von 12,66 ha, 1951 hatte er eine Ausdehnung von 17,78 ha. 1994 war der Gletscher auf ca. 4 ha abgeschmolzen, 2003 war die Eisfläche kleiner als 0,4 ha.
1954 wurde mit Wetterbeobachtungen auf der Kredarica-Hütte begonnen. Im Zeitraum 1961–2011 stellte man eine Erhöhung der durchschnittlichen Lufttemperatur um 1,8 Grad Celsius fest. Dabei war der Temperaturanstieg ungleichmäßig: Von 1961 bis Mitte der siebziger Jahre gab es kaum eine Veränderung, in den folgenden 20 Jahren stieg die Durchschnittstemperatur stark an.